# Nove sed non nova
La locuzione latina Nove sed non nova, tradotta letteralmente, significa presentazione nuova ma non concetto nuovo.
Il significato della locuzione è quello di ripetere la stessa cosa, ma sempre in un modo nuovo per adattare il concetto al diverso modo di capire le cose in funzione degli ascoltatori o del variare dei tempi. Equivale a vedere e presentare sempre la stessa cosa ma da un'angolazione diversa mantenendone inalterato il significato.